# Muhammad V al-Nasir
Muhammad V al-Nasir, conocido por los franceses como Naceur Bey (محمد الناصر بن محمد باي; La Marsa 14 de julio de 1855 - 8 de julio de 1922), fue bey de Túnez de la dinastía husaynita de Túnez, de 1906 al 1922. Era el tercer hijo de Muhammad II ibn al-Husayn (el primer hijo, Husayn, había muerto el 26 de junio de 1890 y el segundo, Said Bey, había muerto joven en 1859). 
Fue declarado príncipe heredero de su primo Muhammad IV al-Hadi el 11 de junio de 1902, y le sucedió cuando murió el 11 de mayo de 1906. Había sido nombrado general de división el 11 de junio de 1902 y fue ascendido a mariscal el 11 de mayo de 1906.
Favoreció la actividad del movimiento Destur (Constitución) en favor de la participación de los tunecinos en la vida política, (movimiento que en 1934 se convirtió en el Neo Destur bajo la dirección de Habib Bourguiba o Abu Kukayba). En abril de 1922, debido al tratamiento de los franceses a los dirigentes del movimiento Destour, amenazó con abdicar si no satisfacían las demandas de emancipación política. A su vez Lucien Saint, residente general de Francia en Túnez, amenazó al bey y rodeó el palacio con sus tropas. Finalmente el bey renunció a abdicar después de un intento en este sentido el día 5 de abril. En adelante tuvo que seguir los dictados del residente.
Murió pocas semanas después en la Marsa el 8 de julio del mismo 1922. Se casó con Lalla Fatima († 1911), con Lalla Husn ul-Ujud [Housn-el Oujoud oro Joud] († 6 de julio de 1904), Lalla Kamar Beya († 30 de diciembre de 1942 ), y Lalla Mamia († 12 de febrero de 1922) y tuvo seis hijas y cuatro hijos:
- Muhammad VII al-Munsif (El Moncef) Pasha, bey 1942-1943
- Sidi Muhammad al-Hashimi (El Hechemi) Bey (Sidi Bou Said, 3 de julio de 1890-22 de marzo de 1951)
- Sidi Husayn [Hassine] Bey, jefe de la casa real de Túnez en 1962
- Sidi Muhammad (M'hamed) Bey (Sidi Bou Said, 22 de diciembre de 1897 - La Goulette, 18 de agosto de 1953).

De sus esposas hay que mencionar a Lalla Kamar Beya, su favorita, una odalisca (mujer del harén destinada únicamente a dar placer a su señor) que antes había sido esposa de Ali III ibn al-Husayn y de Muhammad III al -Sadik, y por la que construyó el palacio de Ksar Saada, actualmente el Ayuntamiento de La Marsa.
Le sucedió su primo Muhammad VI al-Habib hijo del príncipe Muhammad al-Mamun [Mimoune] (1819-1861) el hermano siguiente en edad de Ali III ibn al-Husayn.
| Predecesor: Muhammad IV al-Hadi | Túnez Bey de Túnez Muhammad V al-Nasir 1906 - 1922 | Sucesor: Muhammad VI al-Habib |